# 沙漠溪
沙漠溪，又名沙磨溪，簡稱沙溪。是中華民國屏東縣三地門鄉青山村、青葉村及高樹鄉建興村、泰山村、源泉村的一條河流，為埔羌溪支流，發源地位於尾寮山（另一支流源頭為龍母拜山；尾寮山上有一水源地，為濁口溪支流，非本條目）。景點有海神宮、海神瀑布、黛娥娜神池、布丁池等。流經青山部落（Cavak，古稱沙磨亥） （页面存档备份，存于）。有一說沙漠溪即埔羌溪古稱（現今位沙漠溪的位置上多標示埔羌溪）。